# Fregata
Fregáta je tip vojne ladje za opravljanje različnih nalog:
- pomorsko izvidništvo,
- protipodmorniško bojevanje,
- protizračna obramba pomorske bojne skupine oz. flote
- protiladijsko bojevanje.

Izpodriv (deplasman) sodobnih fregat je od 2000 do 8000 ton, največja hitrost znaša okrog 28 vozlov. Opremljene so za boj proti letalom, ladjam in podmornicam (protiletalski topovi, raketni sistemi, helikopter).
Po velikosti, borbeni moči in hitrosti fregate umeščamo med korvete in rušilce. 
Med 13. in 16. stoletjem je bila fregata hitra ladja na vesla, ki se je uporabljala za kurirsko službo. Šele v 16. stoletju je fregata postala vojna ladja, hitra jadrnica z dvema palubama, 3 jambori, z okoli 2000 t izpodriva. Oborožena je bila z 40–50 topovi. Uporabljali so jo predvsem za izvidništvo. Sredi 19. stoletja so fregate zamenjale lesen trup z železnim, pojavlja se parni stroj, na začetku imajo fregate še vedno jadra, kasneje pa samo parni stroj. Proti koncu stoletja fregata kot tip ladje izgine; nadomesti jo nov tip vojne ladje: križarka. Med drugo svetovno vojno so se ponovno pojavile ladje z istim imenom (fregata), toda s povsem drugo nalogo: zaščito konvojev trgovskih ladij pred podmornicami.

## Fregate skozi čas
- seznam fregat novega veka
- seznam fregat prve svetovne vojne
- seznam fregat druge svetovne vojne
- seznam sodobnih fregat